# دوللي هال
دوللي هال (بالإنجليزية: Dolly Hall)‏ هي منتجة أفلام وممثلة أمريكية، ولدت في 26 أبريل 1960.

## أعمال

### أفلام
- (1998) 54[5]

## وصلات خارجية
- دوللي هال على موقع IMDb (الإنجليزية)
- دوللي هال على موقع قاعدة بيانات الفيلم (الإنجليزية)